# فرابلي
فرابلي (بالإنجليزية: Vráble)‏ هي بلدة و municipality of Slovakia تقع في سلوفاكيا في Nitra District.[بحاجة لمصدر] يقدر عدد سكانها بـ 9,390 نسمة .